# Karlfried Stuke
Karlfried Stuke (* 5. September 1933 in Bünde; † 11. Juni 2018 ebenda) war ein deutscher Fußballspieler.

## Werdegang
Der Mittel- und Halbstürmer Stuke begann seine Karriere im Alter von 15 Jahren beim Bünder Verein Schwarz-Weiß Ahle. Später wechselte er zum SV Ennigloh 09, mit dem er 1952 in die seinerzeit drittklassige Landesliga Westfalen aufstieg. Nach dem direkten Wiederabstieg wechselte Stuke zum VfL Osnabrück, wo er zunächst in der Amateurmannschaft eingesetzt wurde. Später rückte er in die Vertragsspielermannschaft auf, die in der seinerzeit erstklassigen Oberliga Nord antrat. Bis 1958 absolvierte Stuke 79 Oberligaspiele und erzielte dabei 24 Tore. Er debütierte am 21. November 1954 bei einem 2:0-Heimerfolg gegen den VfB Oldenburg in der Oberliga Nord. Hans Haferkamp erzielte beide Tore für den VfL, Stuke stürmte auf Rechtsaußen und Theo Schönhöft zeichnete sich in der Runde als 18-facher Torschütze aus. Als Osnabrück in der Saison 1957/58 den vierten Rang belegte, war Stuke in 16 Ligaeinsätzen zu fünf Toren gekommen und beendete mit dem 0:0-Heimremis am 9. März 1958 gegen den Tabellenführer Hamburger SV vor 20.000 Zuschauern seine Oberligalaufbahn.
Im Jahre 1956 wurde Stuke vom damaligen Bundestrainer Sepp Herberger zu einem Sichtungslehrgang für die deutsche Nationalmannschaft in Malente eingeladen. Nach seiner Heirat im Jahre 1958 ließ sich Stuke reamateurisieren. Er kehrte zum SV Ennigloh 09 zurück und führte die Mannschaft prompt zum Aufstieg in die Landesliga. Teil der Mannschaft war der spätere WDR-Intendant Fritz Pleitgen. Karlfried Stuke machte sich als Maler selbständig.